# 第7屆香港電影金紫荊獎
第7屆香港電影金紫荊獎於2002年3月17日在香港科學館演講廳舉行，由香港影評人協會主辦。

## 提名及獲獎名單
注：粗體字代表名單為獲獎
| 獎項         | 名單                               |
| 最佳影片     | 少林足球                           |
| 最佳影片     | 幽靈人間                           |
| 最佳影片     | 愛上我吧                           |
| 最佳影片     | 藍宇                               |
| 最佳導演     | 周星馳（少林足球）                 |
| 最佳導演     | 邱禮濤（等候董建華發落）           |
| 最佳導演     | 關錦鵬（藍宇）                     |
| 最佳男主角   | 周星馳（少林足球）                 |
| 最佳男主角   | 劉燁（藍宇）                       |
| 最佳男主角   | 劉青雲（絕世好Bra）                |
| 最佳男主角   | 劉德華（瘦身男女）                 |
| 最佳男主角   | 胡軍（藍宇）                       |
| 最佳女主角   | 王祖賢（遊園驚夢）                 |
| 最佳女主角   | 張艾嘉（地久天長）                 |
| 最佳女主角   | 梅艷芳（慌心假期）                 |
| 最佳女主角   | 鄭秀文（瘦身男女）                 |
| 最佳男配角   | 任達華（全職殺手）                 |
| 最佳男配角   | 吳孟達（少林足球）                 |
| 最佳男配角   | 張達明（買兇拍人）                 |
| 最佳男配角   | 黃一飛（少林足球）                 |
| 最佳男配角   | 譚耀文（野獸之瞳）                 |
| 最佳女配角   | 何超儀（地久天長）                 |
| 最佳女配角   | 惠英紅（幽靈人間）                 |
| 最佳女配角   | 羅慧英（愛上我吧）                 |
| 最佳編劇     | 杜國威（地久天長）                 |
| 最佳編劇     | 陳慶嘉、錢小蕙（絕世好Bra）        |
| 最佳編劇     | 谷德昭、彭浩翔（買兇拍人）         |
| 最佳編劇     | 馬偉豪、陳詠燊、陳敢權（常在我心） |
| 最佳編劇     | 魏紹恩（藍宇）                     |
| 最佳編劇     | 羅啟銳（北京樂與路）               |
| 最佳攝影     | 王炳雄（慌心假期）                 |
| 最佳攝影     | 楊濤、張健（藍宇）                 |
| 最佳攝影     | 鍾有添（遊園驚夢）                 |
| 最佳獨立短片 | 兜                                 |
| 最佳獨立短片 | 輪椅                               |
| 最佳獨立短片 | 燦若繁星                           |
| 最佳獨立短片 | 轉生                               |
| 最佳獨立短片 | 囍                                 |